# Illinois (álbum)
Illinois (escrito como Sufjan Stevens Invites You To: Come On Feel the Illinoise en la portada y mencionado a veces como Illinoise) es el quinto álbum de estudio del músico estadounidense Sufjan Stevens. Es un álbum conceptual basado en diferentes lugares, eventos y personajes relativos al estado de Illinois, Estados Unidos. Illinois es el segundo álbum de Stevens basado enteramente en uno de los estados de los Estados Unidos, dentro de un proyecto de cincuenta discos (uno para cada estado) que comenzó en 2003 con Michigan y que luego el propio Stevens reveló que se había tratado de una broma.
Stevens grabó y produjo el disco en varios lugares de la ciudad de Nueva York usando aparatos de baja fidelidad y una gran variedad de instrumentos entre finales de 2004 y comienzos de 2005. El diseño y las letras exploran la historia, cultura, arte y geografía del estado. Stevens desarrolló las historias tras analizar documentos criminales, literarios e históricos. Tras su publicación el 4 de julio de 2005, Stevens llevó a cabo una gira de promoción alrededor del mundo.
La crítica alabó el álbum por sus letras y su compleja orquestación; particularmente, los críticos notaron el progreso de Stevens como compositor desde la publicación de Michigan. Illinois fue el álbum con mejores críticas de 2005 según la web de acumulación de críticas Metacritic, y fue nombrado por varios medios como uno de los mejores álbumes de la década, entre los que destacan Rolling Stone, Paste y Jenesaispop. El álbum obtuvo el mayor éxito de público de Stevens hasta la fecha: fue el primero del artista en llegar al Billboard 200 y alcanzó el primer puesto de la lista "Heatseekers Albums" de Billboard. La variada instrumentación y las composiciones experimentales del disco le valió comparaciones con obras de Steve Reich, Neil Young y The Cure. Además de las numerosas referencias geográficas, históricas y culturales al estado de Illinois, Stevens volvió a incluir temática cristiana como había hecho anteriormente en su carrera.

## Lista de canciones
Todas las canciones escritas y compuestas por Sufjan Stevens. 
| N.º | Título | Duración |  |
| 1.  | «Concerning the UFO Sighting Near Highland, Illinois» | 2:08     |  |
| 2.  | «The Black Hawk War, or, How to Demolish an Entire Civilization and Still Feel Good About Yourself in the Morning, or, We Apologize for the Inconvenience but You're Going to Have to Leave Now, or, 'I Have Fought the Big Knives and Will Continue to Fight Them Until They Are Off Our Lands!'» | 2:14     |  |
| 3.  | «Come On! Feel the Illinoise!» (Part I: The World's Columbian Exposition – Part II: Carl Sandburg Visits Me in a Dream) | 6:45     |  |
| 4.  | «John Wayne Gacy Jr.» | 3:19     |  |
| 5.  | «Jacksonville» | 5:24     |  |
| 6.  | «A Short Reprise for Mary Todd, Who Went Insane, but for Very Good Reasons» | 0:47     |  |
| 7.  | «Decatur, or, Round of Applause for Your Stepmother!» | 3:03     |  |
| 8.  | «One Last 'Whoo-Hoo!' for the Pullman» | 0:06     |  |
| 9.  | «Chicago» | 6:04     |  |
| 10. | «Casimir Pulaski Day» | 5:53     |  |
| 11. | «To the Workers of the Rock River Valley Region, I Have an Idea Concerning Your Predicament» | 1:40     |  |
| 12. | «The Man of Metropolis Steals Our Hearts» | 6:17     |  |
| 13. | «Prairie Fire That Wanders About» | 2:11     |  |
| 14. | «A Conjunction of Drones Simulating the Way in Which Sufjan Stevens Has an Existential Crisis in the Great Godfrey Maze» | 0:19     |  |
| 15. | «The Predatory Wasp of the Palisades Is Out to Get Us!» | 5:23     |  |
| 16. | «They Are Night Zombies!! They Are Neighbors!! They Have Come Back from the Dead!! Ahhhh!» | 5:09     |  |
| 17. | «Let's Hear That String Part Again, Because I Don't Think They Heard It All the Way Out in Bushnell» | 0:40     |  |
| 18. | «In This Temple as in the Hearts of Man for Whom He Saved the Earth» | 0:35     |  |
| 19. | «The Seer's Tower» | 3:53     |  |
| 20. | «The Tallest Man, the Broadest Shoulders» (Part I: The Great Frontier – Part II: Come to Me Only with Playthings Now) | 7:02     |  |
| 21. | «Riffs and Variations on a Single Note for Jelly Roll, Earl Hines, Louis Armstrong, Baby Dodds, and the King of Swing, to Name a Few» | 0:46     |  |
| 22. | «Out of Egypt, into the Great Laugh of Mankind, and I Shake the Dirt from My Sandals as I Run» | 4:21     |  |

Extras
| N.º | Título                                    | Versión                                                       | Duración |  |
| 23. | «Chicago» (To String Remix)               | versión de iTunes                                             | 5:32     |  |
| 24. | «The Avalanche»                           | versión de iTunes y versión en LP de Illinois (como pista 23) | 3:14     |  |
| 25. | «The Transfiguration» (Home Demo Version) | versión de iTunes                                             | 5:04     |  |
| 26. | «Size Too Small» (Live in Brussels)       | versión de iTunes                                             | 3:08     |  |

## Personal
- Sufjan Stevens – guitarra acústica; piano; Wurlitzer; bajo eléctrico; batería; guitarra eléctrica; oboe; saxofón alto; flauta; banjo; glockenspiel; acordeón; vibráfono; flauta dulce alta, sopranino, soprano y tenor; Casiotone MT-70; cascabeles; shaker; pandereta; triángulo; órgano electrónico; voz; arreglos; ingeniería; grabación; producción.
- Julianne Carney – violín
- Alan Douches – masterizado en West West Side Music, Tenafly (Nueva Jersey)
- Jon Galloway – remix en "Chicago" (To String Remix)
- Marla Hansen – viola
- The Illinoisemaker Choir – coros y aplausos en "The Black Hawk War, or, How to Demolish an Entire Civilization and Still Feel Good About Yourself in the Morning, or, We Apologize for the Inconvenience but You're Going to Have to Leave Now, or, 'I Have Fought the Big Knives and Will Continue to Fight Them Until They Are Off Our Lands!'", "Chicago", "The Man of Metropolis Steals Our Hearts", "They Are Night Zombies!! They Are Neighbors!! They Have Come Back from the Dead!! Ahhhh!" y "The Tallest Man, the Broadest Shoulders"

- Tom Eaton
- Jennifer Hoover
- Katrina Kerns
- Beccy Lock
- Tara McDonnell

- Maria Bella Jeffers – chelo
- Katrina Kerns – coros en "Concerning the UFO Sighting Near Highland, Illinois", "Come On! Feel the Illinoise!", "Jacksonville", "Prairie Fire That Wanders About", "The Predatory Wasp of the Palisades Is Out to Get Us!", "The Seer's Tower", "The Tallest Man, the Broadest Shoulders" y "The Avalanche"
- James McAlister – batería, programación de ritmos
- Craig Montoro – trompeta, coros en "They Are Night Zombies!! They Are Neighbors!! They Have Come Back from the Dead!! Ahhhh!"
- Rob Moose – violín
- Matt Morgan – coros en "Decatur, or, Round of Applause for Your Stepmother!"
- Daniel y Elin Smith – coros y aplausos en "Decatur, or, Round of Applause for Your Stepmother!"
- Divya Srinivasan – obra artística
- Shara Worden – coros en "Concerning the UFO Sighting Near Highland, Illinois", "Come On! Feel the Illinoise!", "John Wayne Gacy, Jr.", "Casimir Pulaski Day", "Prairie Fire That Wanders About", "The Predatory Wasp of the Palisades Is Out to Get Us!", "The Seer's Tower", "The Tallest Man, the Broadest Shoulders" y "The Avalanche"